# Kostel Panny Marie (Pražský hrad)
Kostel Panny Marie byl nejstarší pražský kostel, postavený na konci 9. století Bořivojem I. v místech budoucího Pražského hradu. Zachovalé části kostelíka přestavěného v 11. století jsou vidět za prosklenými okny v průchodu ze čtvrtého na druhé nádvoří.

## Historie
Historikové kladou vznik kostela na základě rozboru václavských legend do let 882–884, po přesídlení Bořivoje do Prahy z Levého Hradce, kde již dříve nechal postavit kostel svatého Klimenta. Bořivoj pro sebe údajně dal vybudovat v podlaze hrobku (tumbu), ta však zůstala prázdná. Antropolog Emanuel Vlček soudil, že kníže byl později pohřben v rotundě sv. Víta. Kostelík mizí z písemných pramenů ve 13. století
Archeologové po 65 letech revidovali dosavadní nálezy, zejména novým výzkumem pohřebiště v letech 1995-1996. Výsledky výzkumů jsou v závěrech opatrnější. Pozůstatky kostela objevil Ivan Borkovský na základě své předpovědi z roku 1949  a zdokumentoval zbytky stavby při archeologickém průzkumu v letech 1950-1952. Nález byl upraven pro prezentování in situ (na místě) průhledem z Obrazárny Pražského hradu v roce 1958. V roce 1997 při úpravách Pražského hradu za prezidenta Václava Havla architekt Bořek Šípek otevřel průhled z průjezdu dvěma okny v designových měděných rámech.
Za vlády knížete Spytihněva I. došlo k opevnění hradiště valem, který byl zčásti zdokumentován východně od kostelíka, a Borkovský předpokládal i jeho západní situaci tak, že kostelík pak zůstal vně na západním předhradí. Vzhledem k významu jediného pražského kostela se to však nejeví pravděpodobné. Roku 915 byl Spytihněv I. v kostele pohřben, roku 918 také jeho manželka a někdy v té době se zde zřejmě konaly postřižiny sv. Václava. Poté kostelík mohl sloužit až do 13. století, a rozrostlo se také pohřebiště kolem něj. Vzhledem k jeho nedostačujícím, příliš malým rozměrům se již sakrální centrum přesunulo na akropoli hradiště, kde byla zbudována nejdříve bazilika sv. Jiří a pak i zmíněná rotunda sv. Víta.
Kostel byl v pokročilém 11. století celkově přestavěn, resp. nově postaven a později upravován (nový oltář, předláždění). Poslední nepřímá zmínka o něm pochází z roku 1255, zanikl nejpozději roku 1278.

## Podoba kostela

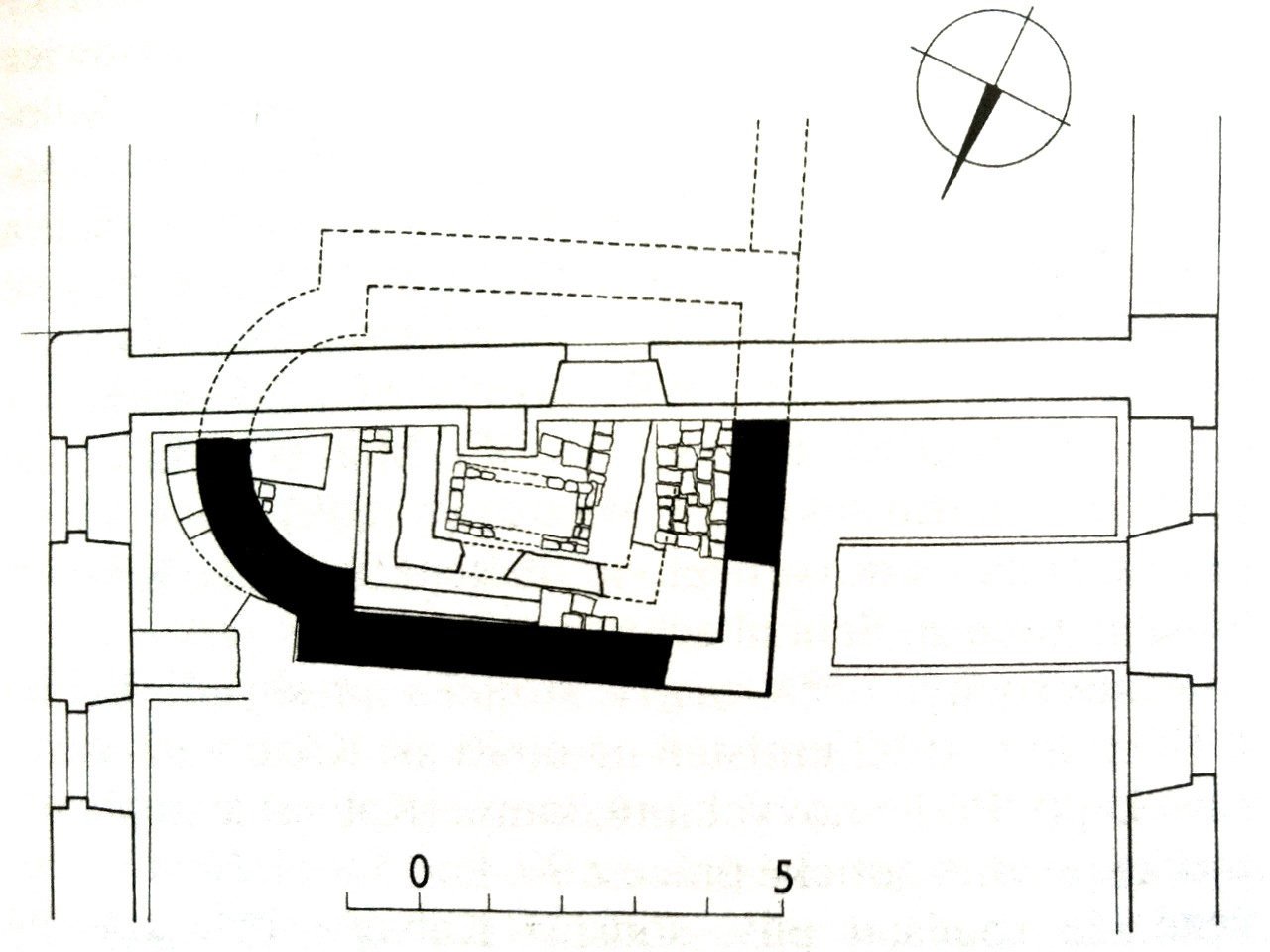
Půdorys kostela.

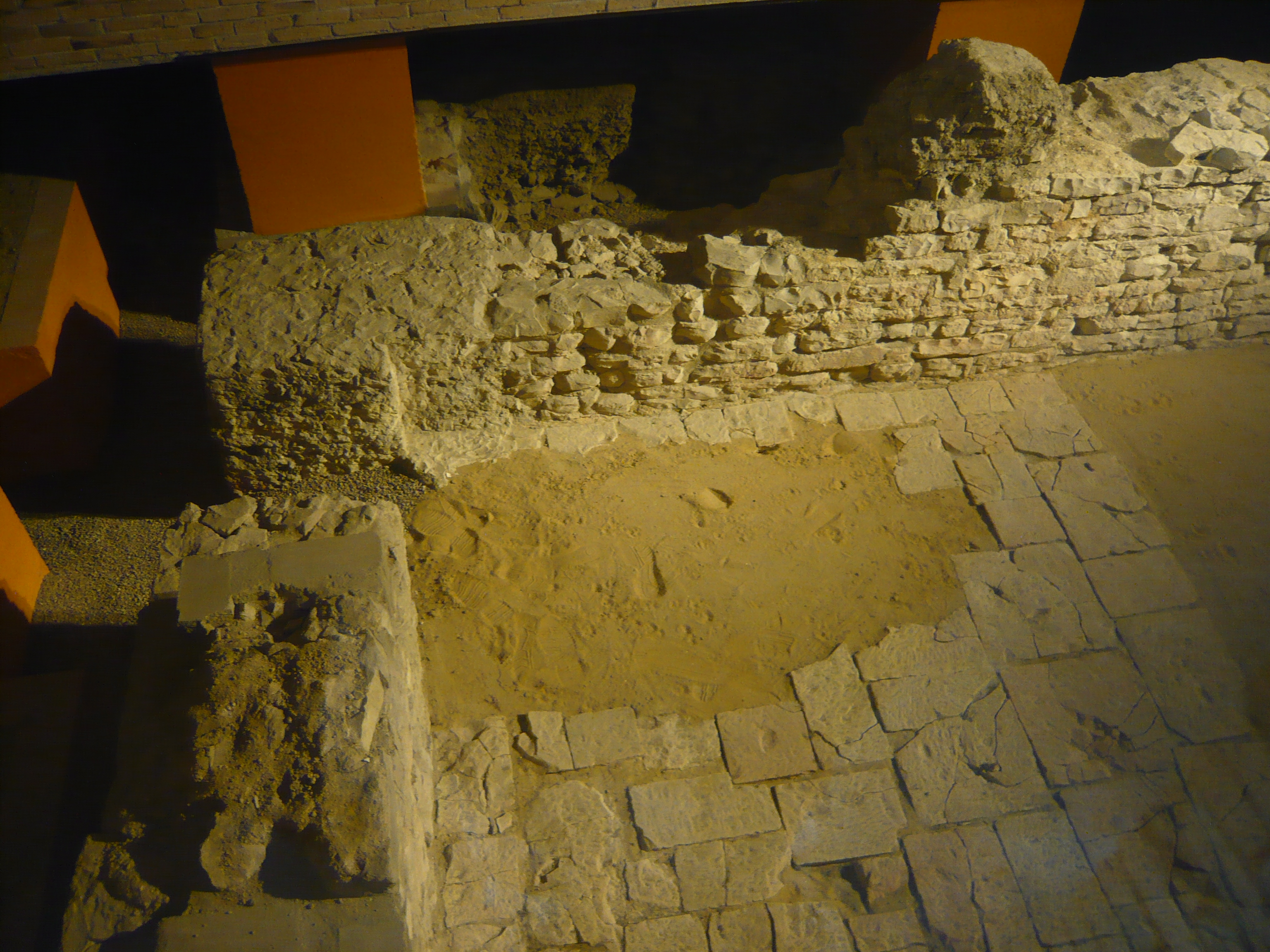
Obvodové zdivo s vchodem a dlažba z dlaždic dvojích rozměrů

Původní kostel byla podélná jednoprostorová stavba z kvádříkového zdiva z bělohorské opuky, o maximálních rozměrech 7,5 × 6 metrů. Z odstupněného presbytáře polokruhového půdorysu se dochoval fragment segmentového tvaru. Do podlahy lodi byla vyzděna tumba o rozměrech 2,5 × min. 1,5 m, určená původně zřejmě pro hrob knížete Bořivoje. Do podlahy této nevyužité hrobky byla vykopána a vyzděna menší hrobka pro Spytihněva a jeho manželku.
V 11. století byl vybudován nový kostelík o rozměru 7,4 × 5,9 m s vyvýšenou apsidou, zbudovanou na polygonálních základech. V apsidě, uprostřed u zdi byl postaven oltář, později přestavěný. Vchod byl od jihu, zřejmě v západní části kostela.
Do dnešní doby se zachovala většina severní části zdiva mladší fáze kostela do výše až 1,5 m. Dále pozůstatky dvou podob oltáře, obou hrobek, několika předláždění čtvercovými opukovými deskami dvou odlišných rozměrů a základy vítězného oblouku.